# Григорьев, Михаил Семёнович
Михаил Семёнович Григорьев (род. 13 ноября 1949) — российский ученый в области физической химии, радиохимии, химии радиоактивных элементов. Доктор химических наук. Основные работы посвящены кристаллохимии соединений актинидов, технеция, рения.

## Биография
Родился в Витебской области СССР.
Альма-матер: Учился а Московском Государственном Университете им. М. В. Ломоносова, на Физическом факультете. Окончил Кафедру физики твердого тела. В 1970 г. по окончании МГУ поступил в ИФХ АН СССР в кабинет точных физических методов измерений в составе Лаборатории радиохимических исследований академика В.И. Спицына, выделенный впоследствии в1980 в сектор, в 1993 г. преобразованный в лабораторию анализа радиоактивных материалов . Последнюю он и возглавил  2002 году. Кандидатскую диссертацию по теме «Структурные характеристики некоторых соединений нептуния(VII) и нептуния(V) по данным ЯГР и рентгеноструктурного анализа», являвшуюся систематическим развитием идей Николая Николаевича Крота о семивалентном состоянии актинидов, защитил в 1994 г., а докторскую по теме «Структурная химия соединений нептуния(VII) и нептуния(V)» — в 1995.
В 1991 г. работал в США в Корнеллском университете по приглашению проф. Роалда Хоффмана и в Техасском университете А&М по приглашению проф. Ф. А. Коттона. В 1989—1994 участвовал в программе подготовки радиохимиков высшей квалификации для Ливийского исследовательского центра «Тажура», организованной в ИФХЭ РАН, читая им специально разработанный курс о методах анализа радиоактивных материалов с элементами ядерной физики.
В 1998—2000 гг. командирован для работы в Центр ядерных исследований долины Роны, Франция (сайт Маркуль, корпус G1, Аталанта), где начал работы по рентгеноструктурному анализу монокристаллов радиоактивных элементов . Повторно работал там же в 2004—2006 гг.
В 2002 гг. работал как приглашённый профессор в Центре Ядерных Исследований Бордо-Градиньян (CENBG CNRS, Франция) .

### Научные работы
Автор более 350 статей, 2 изобретений и патентов как лично, так и в соавторстве с такими учеными как Н. Н. Крот, В. И. Спицын, А. Ф. Кузина, A. Ю. Цивадзе [14], Ю.Г. Горбунова , А. М. Федосеев, Ф. Коттон, , К. Э. Герман, К. Ден-Овер , Ф. Муази .
Основное направление научной работы — структурная химия соединений долгоживущих искусственных радиоактивных элементов. Работами М. С. Григорьева было положено начало исследований в ИФХ РАН соединений актинидов методом мессбауэровской спектроскопии, а в дальнейшем и методом рентгеноструктурного анализа монокристаллов. В России и за рубежом хорошо известны его работы по изучению строения соединений Np(VII) и Np(V), рентгеноструктурной характеризации полиядерных кластеров технеция. Важное значение для химии актинидов имеют его работы, показывающие структурообразующую роль катион-катионных взаимодействий (cation-cation bond) в соединениях Np(V). В последнее время получены новые данные по строению и свойствам соединений Pu(VII) и Pu(V). Показана химическая аналогичность соединений Np(VII) и Pu(VII), обнаружено наличие катион-катионных взаимодействий в соединениях Pu(V). Принципиальное значение для проводимых им исследований имеет тесное сотрудничество с ведущими учеными мира, России и Института. В настоящее время продолжает активную научную работу по синтезу, изучению строения и свойств соединений актинидов, в том числе плутония и америция, технеция. Регулярно выступает с докладами на отечественных и международных конференциях, в том числе в качестве приглашенного докладчика, председателя заседаний.

### Научно-организационная работа
Являлся ученым секретарем Российско-Японского семинара по технецию в 1996 г.  и членом Совета Организационного комитета Международного симпозиума «Технеций и рений — наука и применение» в 2003 , 2008, 2011 , 2014 , 2017, 2018  и 2022  гг.
Принимает активное участие в сотрудничестве с другими научно-исследовательскими организациями, в частности, ИНЭОС РАН, ИОНХ РАН, ГЕОХИ РАН, МГУ, ФГУП НПО «Радиевый институт», университетами (РУДН, Самарский университет, МИРЭА).

### Основные научные направления и достижения
1. Исследуя структурную химию кислородных соединений нептуния (VII) и нептуния(V) разными методами, установил, что соединения MNpO4*nH2O содержат группировку NpO2(+3) (аналог уранатов(VI), основной формой существования Np(VII) в щелочных растворах является анион [NpO2(OH)2]2-. Провёл изучение соединений Np(V) и выявил, что катион-катионное взаимодействие [NpO2]+ определяет кристаллическую структуру соединений Np(V), причём прочность катион-катионных связей между ионами нептуноида сравнима с прочностью обычных связей с ацидолигандами; в отсутствие взаимной координации ионов нептуния соединения Np(V) могут проявлять как структурное сходство с соединениями An(VI), так и принципиальные различия (проявляя склонность к объединению координационных полиэдров Np через общие экваториальные ребра. Обнаружил новый тип координационного полиэдра атома нептуния с координационным числом 8 (пентагональная бипирамида).
2. Осуществил рентгеноструктурную характеризацию многих биядерных и полиядерных кластеров технеция (в частности K2Tc2Cl6, в котором нашёл самую короткую связь Tc-Tc, формально эту связь можно считать пятикратной. Обнаружил новые типы полиядерных кластеров, отсутствующие у других элементов.
3. Описал строение и ряд свойств соединений лантанидов и актинидов с гетерополианионами со структурой Кеггина (впервые показал, что f-элементы могут вступать в непосредственное координационное взаимодействие с этими гетерополианионами). Разъяснил строение комплексов лантаноидов и актиноидов с рядом лигандов, перспективных для применения при переработке отработанного ядерного топлива.
4. Открыл новый подкласс неорганических соединений — полиоксометаллатов металлов 7 группы, включаюший  полиоксотехнетаты и полиоксоренаты [5]— и описал кристаллохимическое строение первого поливалентного полиоксотехнетата тетра-гидроксония, называвшегося ранее «технециевой кислотой»[6],
5. Данные результаты являются структурной основой для изучения поведения этих компонентов в растворах, в квантово-химических расчётах и др.

### Награды
- Награждён медалью «В память 850-летия Москвы».
- Благодарность Президента Российской Федерации (13 февраля 2025 года) — за заслуги в научной деятельности и многолетнюю добросовестную работу[7].
- Член трёх диссертационных советов (по специальностям «Радиохимия» и «Неорганическая химия».

### Наукометрические индикаторы для М. С. Григорьева
ORCID : https://orcid.org/0000-0002-6363-5535
ResearcherID: U-8572-2017 https://publons.com/researcher/2004516/mikhail-s-grigoriev/